# Plana Küchenland
Plana Küchenland, Eigenschreibweise PLANA Küchenland, ist ein Handelsunternehmen für Küchenmöbel mit 47 Standorten in Deutschland (Stand: Januar 2023).

## Organisation und Standorte
Organisiert ist das Unternehmen als Franchisesystem. Es besteht aus Franchisenehmer-eigenen Verkaufshäusern sowie Filialen des Franchisegebers. Die 47 Standorte sind vorwiegend in Südwestdeutschland vorzufinden, davon 21 in Baden-Württemberg, 10 in Bayern, die restlichen Häuser im Rhein-Ruhr- und Rhein-Main-Gebiet. Insgesamt arbeiten rund 600 Mitarbeiter für das gesamte System.
Der Franchisegeber PLANA Küchenland Lizenz und Marketing GmbH bietet den Franchisenehmern Dienstleistungen in den Fachbereichen Marketing und Produktmanagement, Finanzen, IT-Services, Logistik, Organisation und Warenwirtschaft an.
Plana Küchenland verkauft in Deutschland maßgeplante Einbauküchen des mittleren und gehobenen Segments. Das Unternehmen erzielte 2020 einen Jahresumsatz von 121 Mio. Euro.

## Geschichte
Das erste Haus wurde im November 1988 in Weinstadt-Endersbach eröffnet.
Im Februar 2007 wurde Plana Küchenland von der 50/50-Joint Venture „Culinoma Holding“ des schwedischen Unternehmens Nobia und der holländischen De Mandemakers Groep BV übernommen.
Am 25. Februar 2010 verkündete Nobia den Austritt aus der Culinoma Holding. 
Damit ist seit März 2010 die De Mandemakers Groep alleiniger Inhaber.
Das Unternehmen wurde im Mai 2014 bei einer bundesweit unter der Führung von „Deutschland Test“ der Zeitschrift Focus Money vom Kölner Unternehmensberater Service Value durchgeführten Studie zu Deutschlands bestem Küchenanbieter gekürt. Zusätzlich wurde Plana Küchenland 2022 Testsieger bei der Studie „Von Kunden Empfohlen“ und führt die Spitze erneut mit dem Vermerk „Höchste Weiterempfehlung“ an.